# Roswin Finkenzeller
Roswin Finkenzeller (* 14. August 1934 in Berlin) ist ein deutscher Journalist. In München war er Korrespondent der Frankfurter Allgemeinen Zeitung (FAZ) und Kommentator für den Bayerischen Rundfunk.

## Leben
Finkenzeller wurde 1934 als Sohn bayerischer Eltern aus München in Berlin geboren. Im Alter von neun Jahren lebte er als evakuiertes Kind in Bayern. Sein Abitur machte er in Frankfurt am Main. Anschließend studierte er an der Johann Wolfgang Goethe-Universität Frankfurt am Main Geschichte und Germanistik. Er schrieb bei Otto Vossler seine Doktorarbeit über Leopold von Ranke und wurde 1962 zum Dr. phil. promoviert. Nach einem Volontariat bei der bayerischen Abonnement-Zeitung Münchner Merkur schrieb er in der innenpolitischen Redaktion der Süddeutschen Zeitung.
Vom 1. Juli 1969 bis August 2001 war Finkenzeller Korrespondent der Frankfurter Allgemeinen Zeitung in München mit den bevorzugten Themen Christlich-Soziale Union in Bayern, Bayerische Staatsregierung und Bayerischer Landtag, Land und Leute in Bayern, Strafprozesse und Schach, seinem Steckenpferd. Berühmt war seine Schachkolumne in der FAZ, die er aus Altersgründen zum Jahr 2022 an Stefan Löffler abgeben musste.

## Werke
- Opera buffa. 60 Opernklassiker. Societäts-Verlag, Frankfurt am Main 2003, ISBN 3-7973-0827-2
- Caesar schwimmt und Bismarck meutert. 60 historische Miniaturen. Societäts-Verlag, Frankfurt am Main 2006, ISBN 3-7973-0999-6
- Das Phänomen Karajan. Ein Divertimento. Societäts-Verlag, Frankfurt am Main 2008, ISBN 3-7973-1081-1
- mit Wilhelm Ziehr und Emil M. Bührer: SCHACH. 2000 Jahre Spiel-Geschichte. AT Verlag, Aarau/Stuttgart 1989, ISBN 3-85502-368-9

## Auszeichnungen
- Bundesverdienstkreuz am Bande (27. Februar 1998)[3]
- Bayerischer Verdienstorden
- Bayerische Verfassungsmedaille
- Medienpreis des Deutschen Schachbundes (1998)
- 2001 erhielt er neben fünf anderen Publizisten den Preis der VDP-Trophy „Herkunft Deutschland“.